# Memoirs (Rox)
Memoirs è il primo album della cantante britannica Rox, pubblicato nel marzo del 2010.

## Tracce
1. No Going Back – 4:15
2. Do As I Say – 3:47
3. Page Unfolds – 3:36
4. I Don't Believe – 2:36
5. My Baby Left Me – 3:33
6. Forever Always Wishing – 3:13
7. Heart Ran Dry – 4:28
8. Breakfast In Bed – 3:28
9. Precious Moments – 4:49
10. Rocksteady – 3:29
11. Oh My – 4:39
12. Sad Eyes – 8:43
13. 3rd Degree – 3:18

## Classifiche
| Classifica (2010) | Posizione più alta |
| ----------------- | ------------------ |
| Francia           | 76                 |
| Germania          | 60                 |
| Grecia            | 5                  |
| Paesi Bassi       | 37                 |
| Regno Unito       | 97                 |
| Svizzera          | 51                 |